# ان‌آرجی
ان‌آرجی (انگلیسی: NRJ, تلفظ فرانسوی: [enɛʁʒi], ت.ت. 'energy') با نام کامل Nouvelle Radio Jeune یک ایستگاه رادیویی خصوصی فرانسوی است که توسط Jean-Paul Baudecroux و Max Guazzini در ژوئن ۱۹۸۱ تأسیس شد و به لطف خواننده مادرخوانده‌اش دالیدا که از بسته شدن آن در سال ۱۹۸۴ جلوگیری کرد، به‌طور گسترده‌ای محبوب شد. امروزه رادیو متعلق به گروه ان‌آرجی و ایستگاه بنیان‌گذار ان‌آرجی اینترنشنال است.